# Férfi 4 × 100 méteres váltófutás a 2024. évi nyári olimpiai játékokon
A 2024. évi nyári olimpiai játékokon az atlétika férfi 4 × 100 méteres váltófutás versenyszámának előfutamait augusztus 8-án, döntőjét augusztus 9-én rendezték a Párizsban a Stade de France-ban. Az aranyérmet a kanadai csapat nyerte.
Ez a versenyszám 26. alkalommal szerepelt az olimpiai programban.

## Rekordok
A versenyt megelőzően a következő rekordok voltak érvényben:
| Világrekord                  | Jamaica (JAM) · Nesta Carter, Michael Frater, Yohan Blake, Usain Bolt               | 36,84 | London, Egyesült Királyság | 2012. augusztus 11. |
| Olimpiai rekord              | Jamaica (JAM) · Nesta Carter, Michael Frater, Yohan Blake, Usain Bolt               | 36,84 | London, Egyesült Királyság | 2012. augusztus 11. |
| Világ legjobb idei eredménye | Egyesült Államok (USA) · Courtney Lindsey, Kenneth Bednarek, Kyree King, Noah Lyles | 37,40 | Nassau, Bahama-szigetek    | 2024. május 5.      |

## Eredmények
Az időeredmények másodpercben értendők. A rövidítések jelentése a következő:
| - WR: világrekord - OR: olimpiai rekord - AR: kontinens rekord - NR: országos rekord | - SB: 2024-ben az addigi legjobb eredménye - Q: helyezés alapján továbbjutott - q: időeredmény alapján továbbjutott - DQ: kizárták |

### Előfutamok
Minden előfutam első három helyezettje automatikusan a döntőbe jutott. Az összesített eredmények alapján további két csapat jutott a döntőbe.
1. előfutam
| H  | Pálya | Nemzet                  | Versenyzők                                                              | Reakcióidő | Eredmény | Mj    |
| -- | ----- | ----------------------- | ----------------------------------------------------------------------- | ---------- | -------- | ----- |
| 1. | 6     | Egyesült Államok        | Christian Coleman, Fred Kerley, Kyree King, Courtney Lindsey            | 0,122      | 37,47    | Q     |
| 2. | 4     | Dél-afrikai Köztársaság | Bayanda Walaza, Shaun Maswanganyi, Bradley Nkoana, Akani Simbine        | 0,155      | 37,94    | Q, SB |
| 3. | 5     | Nagy-Britannia          | Jeremiah Azu, Louie Hinchliffe, Richard Kilty, Nethaneel Mitchell-Blake | 0,133      | 38,04    | Q, SB |
| 4. | 7     | Japán                   | Abdul Hakim Sani Brown, Janagita Hiroki, Kirjú Josihide, Uejama Koki    | 0,141      | 38,06    | q, SB |
| 5. | 8     | Olaszország             | Matteo Melluzzo, Marcell Jacobs, Fausto Desalu, Filippo Tortu           | 0,144      | 38,07    | q     |
| 6. | 9     | Ausztrália              | Lachlan Kennedy, Jacob Despard, Calab Law, Joshua Azzopardi             | 0,156      | 38,12    | AR    |
| 7. | 2     | Nigéria                 | Favour Ashe, Kayinsola Ajayi, Alaba Akintola, Usheoritse Itsekiri       | 0,169      | 38,20    |       |
| 8. | 3     | Hollandia               | Onyema Adigida, Taymir Burnet, Nsikak Ekpo, Elvis Afrifa                | 0,157      | 38,48    |       |

2. előfutam
| H  | Pálya | Nemzet        | Versenyzők | Reakcióidő | Eredmény | Mj |
| -- | ----- | ------------- | --- | ---------- | -------- | -- |
| 1. | 5     | Kína          | Teng Cse-csien (Deng Zhijian), Hszie Csen-je (Xie Zhenye), Jen Haj-pin (Yan Haibin), Csen Csia-peng (Chen Jiapeng) | 0,139      | 38,24    | Q  |
| 2. | 7     | Franciaország | Méba-Mickaël Zeze, Jeff Erius, Ryan Zeze, Pablo Matéo                                                              | 0,157      | 38,34    | Q  |
| 3. | 6     | Kanada        | Aaron Brown, Jerome Blake, Brendon Rodney, Andre De Grasse                                                         | 0,174      | 38,39    | Q  |
| 4. | 8     | Jamaica       | Ackeem Blake, Jelani Walker, Jehlani Gordon, Kishane Thompson                                                      | 0,155      | 38,45    | SB |
| 5. | 9     | Németország   | Kevin Kranz, Owen Ansah, Yannick Wolf, Lucas Ansah-Peprah                                                          | 0,151      | 38,53    |    |
| 6. | 3     | Brazília      | Gabriel Garcia, Felipe Bardi, Erik Cardoso, Renan Correa                                                           | 0,159      | 38,73    |    |
| 7. | 2     | Libéria       | Jabez Reeves, Emmanuel Matadi, John Sherman, Joseph Fahnbulleh                                                     | 0,151      | 38,97    |    |
|    | 4     | Ghána         | Abdul-Rasheed Saminu, Benjamin Azamati, Ibrahim Fuseini, Joseph Paul Amoah                                         | 0,214      | DQ       |    |

### Döntő
| H     | Pálya | Nemzet                  | Versenyzők | Reakcióidő | Eredmény | Mj |
| ----- | ----- | ----------------------- | --- | ---------- | -------- | -- |
| Arany | 9     | Kanada                  | Aaron Brown, Jerome Blake, Brendon Rodney, Andre De Grasse                                                         | 0,155      | 37,50    | SB |
| Ezüst | 7     | Dél-afrikai Köztársaság | Bayanda Walaza, Shaun Maswanganyi, Bradley Nkoana, Akani Simbine                                                   | 0,153      | 37,57    | AR |
| Bronz | 4     | Nagy-Britannia          | Jeremiah Azu, Louie Hinchliffe, Nethaneel Mitchell-Blake, Zharnel Hughes                                           | 0,162      | 37,61    | SB |
| 4.    | 2     | Olaszország             | Matteo Melluzzo, Marcell Jacobs, Lorenzo Patta, Filippo Tortu                                                      | 0,142      | 37,68    | SB |
| 5.    | 3     | Japán                   | Szakai Rjúicsiró, Abdul Hakim Sani Brown, Kiryú Josihide, Uejama Koki                                              | 0,130      | 37,78    | SB |
| 6.    | 6     | Franciaország           | Méba-Mickaël Zeze, Jeff Erius, Ryan Zeze, Pablo Matéo                                                              | 0,153      | 37,81    | SB |
| 7.    | 8     | Kína                    | Teng Cse-csien (Deng Zhijian), Hszie Csen-je (Xie Zhenye), Jen Haj-pin (Yan Haibin), Csen Csia-peng (Chen Jiapeng) | 0,160      | 38,06    | SB |
| –     | 5     | Egyesült Államok        | Christian Coleman, Kenny Bednarek, Kyree King, Fred Kerley                                                         | 0,138      | DQ       |    |